# 미보
미보(Meebo)는 Ajax 기반의 브라우저의 인스턴트 메시지 프로그램이며, 야후! 메신저, AOL 인스턴트 메신저, 페이스북 등 여러 IM 서비스를 제공하고 있다.